# Lindsey Harding
Lindsey Marcie Harding (* 12. Juni 1984 in Mobile, Alabama) ist eine US-amerikanisch-belarussische Basketballtrainerin und ehemalige -spielerin. Während ihrer Spielerkarriere wurde die 1,73 Meter große Harding wird hauptsächlich auf der Position des Point Guards eingesetzt. Nachdem sie in der Saison 2023/24 als erste Frau zum NBA G-League Coach of the Year ernannt wurde, steht sie seit 2024 steht sie bei den Los Angeles Lakers aus der National Basketball Association (NBA) als Assistenztrainerin unter Vertrag.
Nachdem sie in der US-Nationalmannschaft nicht berücksichtigt worden war, nahm sie das Angebot des belarussischen Verbandes an und spielte seit 2015 für das belarussische Team. Dafür nahm sie im Vorfeld die belarussische Staatsbürgerschaft an.

## Karriere

### College
Nach mehreren Auszeichnungen während ihrer Highschool-Zeit spielte Lindsey Harding von 2002 bis 2007 für die Blue Devils, dem Damen-Basketballteam der Duke University. Bereits in ihrer ersten Saison für die Blue Devils erzielte sie durchschnittlich 6,2 Punkte, 3,9 Rebounds, 3,4 Assists und 1,8 Steals pro Spiel. Diese erste gute Saison brachte ihr auch eine Nominierung ins All-ACC Freshman Team ein. In der College-Saison 2003/04 erzielte sie bereits 6,8 Punkte, 4,5 Rebounds, 4,9 Assists und 2 Steals pro Spiel. Die College-Saison 2004/05 musste sie nach einem Verstoß gegen die internen Mannschaftsregeln aussetzen und kehrte in der darauffolgenden Saison wieder zurück ins Team. In ihrer Junior-Saison erzielte sie bereits 10,7 Punkte, 4,5 Assists 3,7 Rebounds und 2,1 Steals pro Spiel. Da sie auch in der Defensive überzeugen konnte, wurde sie zum ACC Defensive Player of the Year gewählt. Des Weiteren wurde sie noch zum Duke Classic MVP gewählt. Die College-Saison 2006/07 war ihre letzte Saison für die Duke University. In ihrer letzten Saison bekam sie noch unzählige Auszeichnungen, trotz ihrer starken Leistungen konnte sie mit den Blue Devils nie einen Titel gewinnen.
Ihr letztes Spiel für die Blue Devils endete sehr bitter für Harding. Am 24. März 2007 traf sie mit den Blue Devils in der Sweet-Sixteen-Runde beim NCAA Tournament auf die Rutgers Scarlet Knights. 0,1 Sekunden vor Ende lagen die Blue Devils mit einem Punkt zurück, jedoch stand Harding an der Freiwurflinie und hatte 2 Freiwürfe zur Verfügung. Sie konnte keinen einzigen Freiwurf verwerten. Somit verloren die Blue Devils dieses Spiel schließlich mit einem Punkt Unterschied.
Am 20. Januar 2008 wurde zu Ehren Hardings Leistungen für die Duke University ihre Trikotnummer (10) zurückgezogen.

### WNBA
Harding wurde im WNBA Draft 2007 von den Phoenix Mercury an der ersten Stelle ausgewählt. Gleich nach dem Draft wurde Harding zu den Minnesota Lynx für Tangela Smith transferiert. Somit spielte sie ihre erste WNBA Saison für die Lynx in Minnesota. Nachdem sie 2007 noch eine starke Rookie-Saisons spielte und daher auch in das All-Rookie-Team gewählt worden war, nahmen in 2008 die Einsatzzeiten und in Folges davon die statistischen Werte ab. Am 30. Januar 2009 wurde sie für einen Erst- und Zweitrunden-Draftpick zu den Washington Mystics transferiert. In Washington zählte Harding in allen Spielen des Teams zur Startformation und trug ihren Teil dazu bei, dass die Mystics zweimal die WNBA-Playoffs erreichten, auch wenn diese in jeweils in der ersten Runde endeten. Nach zwei Jahren in Washington, D.C. wurde sie am 11. April 2011 zu den Atlanta Dream transferiert, mit denen sie 2011 erstmals den Einzug in die WNBA-Finals schaffte. In den Finals scheiterte sie schließlich mit den Dream mit 0:3 Spielen an den Minnesota Lynx. 2012 spielte sie mit dem Team aus Atlanta eine noch erfolgreichere reguläre Saison, aber in der ersten Playoff-Runde endete die Saison vorzeitig mit einer Nioederlage gegen die Chicago Sky. In den beiden Saisons für die Dream stand Harding weiterhin regelmäßig in der Startformation des Teams und zählte dabei auch zu den Stützen des Teams. Ab der Saison 2013 ging sie für die Los Angeles Sparks auf den Platz. Nach einer starken Premieren-Saison wurde Harding im Jahr 2014 meist nur noch als Ergänzungsspielerin eingesetzt. Beide Saisons in Los Angeles endeten für sie wieder in der ersten Playoff-Runde. Nachdem sie 2015 nicht in der WNBA aktiv gewesen war, stand sie zu Beginn der Saison 2016 bei den New York Liberty unter Vertrag. Nach nur fünf Einsätzen wechselt sie während der Saison zu den Phoenix Mercury. Auch hier wurde sie nur noch als Ergänzungsspielerin eingesetzt.
Nach der Saison 2016 bestritt Harding vorerst keine Spiele mehr in der WNBA. Bis zu diesem Zeitpunkt bestritt sie in 9 WNBA-Saisons in der regulären Saison 270 Spiele, dabei stand sie 210 Mal in der Startformation und erzielte 2647 Punkte, 779 Rebounds und 1090 Assists. In 25 Playoff-Partien (davon 18 in der Startformation) erzielte sie 270 Punkte, 60 Rebounds und 98 Assists.

### Europa
In der Saisonpause der WNBA spielt Harding wie viele WNBA-Spielerinnen regelmäßig in Europa. Seit dem Jahr 2009 stand sie dabei für Teams aus Litauen, Russland und Türkei auf dem Platz. In der Saison 2015/16 spielte sie für den russischen Verein Dynamo Kursk.

### Nationalmannschaft
Nachdem sie in der US-Nationalmannschaft nicht berücksichtigt worden war, nahm sie das Angebot des belarussischen Verbandes an und spielt seit 2015 für das belarussische Team. Dafür nahm sie im Vorfeld die belarussische Staatsbürgerschaft an.
Ihren ersten Einsatz bei einem großen Turnier hat Harding bei der Basketball-Europameisterschaft der Damen 2015, die mit dem Team auf dem vierten Platz endete. 2016 trug sie ihren Anteil bei, dass das belarussische Team sich für die Olympischen Spiele 2016 in Rio qualifizieren konnte. Dort belegte sie mit dem Team den 9. Platz.

## Auszeichnungen

### College
- Naismith National Player of the Year 2007
- ESPN.com National Player of the Year 2007
- WBCA National Defensive Player 2007
- John R. Wooden Award All-American 2007
- USBWA All-American 2007
- Associated Press First Team All-American 2007
- ACC Player of the Year 2007
- ACC Defensive Player of the Year 2006, 2007
- Frances Pomeroy Award 2007
- Duke Offensive Player of the Year 2007
- Duke Practice Player of the Year 2007
- Duke Heart and Hustle Award 2007
- Duke Classic MVP 2006
- ACC Rookie of the year 2003
- All ACC First Team 2007